# غلام رضا خان
| خان لورستان              | |
|                          | |
| غلام رضا خان والي پشتكوه | |
| السابق                   | حسين قلي خان الثالث (الخان الرابع عشر لبلاد اللور [ولاية بشتكوه] من أسرة الولاة)                                                                          |
| ولاية العهد              | غير محدد |
| فترة الحكم               | من 1901م إلى 1929م |
| اللاحق                   | يد الله خان |
| اللقب                    | والي بشتكوه صارم السلطنة الثاني، أبو قدارة، والي شرق دجلة، أمير الحرب، الوالي الفيلي، سردار أشرف، فتح السلطان (فاتح السلطنة)، والي لرستان، الوالي الأخير. |
| حياته                    | |
| مكان الوفاة              | مدينة بغداد، المملكة العراقية |
| الأب                     | حسين قلي خان الثالث |
| الأبناء                  | يد الله خان امان الله خان اسفنديار خان منصور خان محمد حسن خان الثاني وغيرهم                                                                               |
| خانات لورستان            | |

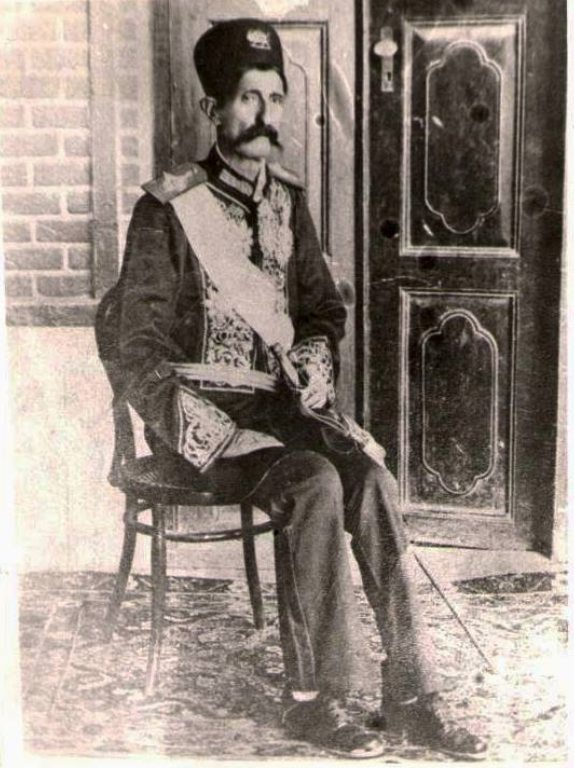
الوالي غلام رضا خان بن حسين قلي خان الثالث بن حيدر خان أواخر أيام حكمه، وهو بكامل الزي الرسمي/قصر إيلام، پشتكوه

غلام رضا خان بن حسين قلي خان الثالث بن حيدر خان بن محمد حسن خان بن أسد الله خان بن إسماعيل خان بن علي شاه ويردي خان الثاني بن الحسين خان الثاني بن احمد منوجهر خان بن الحسين خان الأول الأكبر العلوي. هو الوالي الخامس عشر من عائلة ولاة لرستان، وآخر من كان له سلطة فعلية على البلاد منهم، وأحد المرشحين لاستلام عرش العراق الملكي عام 1921م.

## حياته
ولد غلام رضا بصفته أكبر أبناء الحاكم حسين قلي خان الثالث، في پشتكوه أواسط القرن التاسع عشر.
ورث غلام رضا خان طموحات والده في الحكم، وكذلك كان يشبههُ من ناحية القيادة، فمنذ شبابه كان الأمير من أفضل قادة الدولة القاجارية عموماً وحكومة لورستان خصوصاً.
تأديب قبائل ديركوند ولقب فاتح السلطنة
عام 1865م، تمردت قبائل (ديركوند) اللكية في منطقة (بالاكريوه)، والتي أصبحت مصدر قلق كبير في المنطقة بسبب قطعها الطريق على السابلة والمسافرين وكذلك غاراتها المتكررة على القبائل والقصبات المجاورة.
لذلك قام حسين قلي خان بإرسال جيش لتلك المنطقة تحت قيادة أبنه ونائبه وولي عهده (الأمير غلام رضا خان).
وبالفعل تمكن الأمير الشاب من الإنتصار في تلك المعركة رغم صغر سنه وقام بتأديب تلك القبيلة بعد أن قتل عدداً كبيراً من المتمردين المسلحين، فأعاد الأمان والنظام لتلك المناطق وكر راجعاً إلى مقر حكم والده، بعد أن وصلت تلك الأخبار إلى شاه إيران، سُر الشاه بالأمر ولقب الأمير غلام رضا بلقب (فتح السلطان/فاتح السلطنة).

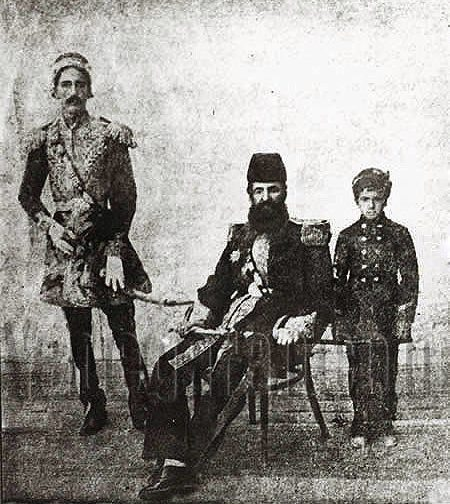
عائلة ولاة لرستان خلال النصف الثاني من القرن التاسع عشر الميلادي (1850م-1900م)، يتوسط الصورة الوالي حسين قلي خان ويقف إلى يمينه أبنه الشاب (فاتح السلطنة) غلام رضا خان وإلى يساره أبنه الصغير علي رضا خان.

هذا الإنتصار وغيره من الانتصارات كانت سبباً في التدرج السريع بالمناصب العسكرية والسياسية للأمير الطموح، حيث كان الأمير ضابطاً بالجيش الإيراني وتحديداً في (فوج پشتكوه)، تدرج الأمير بالرتب إلى أن أصبح عقيداً عسكرياً، وقبل وفاة والده الخان بعدة سنوات أصبح الأمير غلام رضا قائد فرقة كاملة (برتبة سرتيپ).
وقبل وفاة والده بأربع سنوات وتحديداً عام 1897م صدر أمر من حكومة الشاه القاجاري بتعيين الأمير غلام رضا خان كنائب لوالي لرستان، ما عدا انه كان ولي عهد والده.
كل هذا جعل من الأمير جدير باستلام حكم أجداده.

## توليه الحكم
توفي الخان حسين قلي خان الثالث عام 1901م، عن عمر ناهز 68 عاماً ونقلت جثته إلى مقبرة عائلة الولاة في مدينة النجف العراقية حيث دفن.
لذلك أصدر شاه إيران مظفر الدين شاه مرسوم شاهنشاهي عام 1901م بتنصيب نائب الوالي، ولي العهد الأمير غلام رضا خان، والياً وحاكماً على پشتكوه خلفاً لوالده حسين قلي خان.

## صفاته وصفات حكمه
عرف عن الوالي غلام رضا خان أنه كان حازماً وصارماً بشأن الحكم وإدارة البلاد، و رغم ذلك فإن غلام رضا خان كان أقل قساوة من والده قليلاً.
وفي فترة حكم غلام رضا خان، زارت لرستان الرحالة الإنكليزية (فريا ستارك)، والتي زارتها املاً في استحصال موافقة رسمية من والي لرستان على التنقيب الآثاري في مقاطعة ترهان اللرية، حيث ذكرت في مذكراتها بعضاً من صفات الخان بقولها:
"كان شاباً طويلاً أنيقاً بسيطاً، له عينان خضراوان وحاجبان أسودان، يدل مظهره على أنه رجل قول وفعل" 

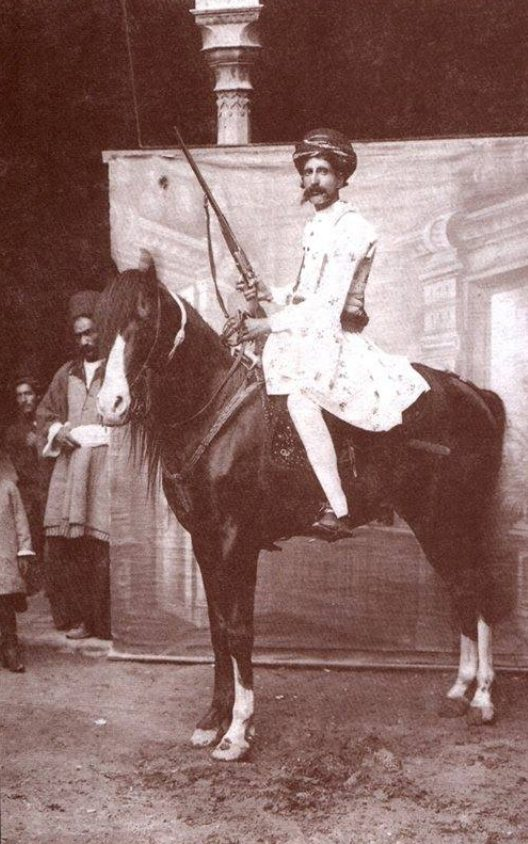
الوالي غلام رضا خان يلتقط صورة فوتوغرافية وهو على فرسه بالزي المحلي.

كان الوالي غلام خان كذلك عقلانياً وواقعياً في تصرفاته، صياداً ماهراً، وسياسياً شجاعاً، وعُرِف كذلك بعدة ألقاب، منها:
صارم السلطنة الثاني، أبو قدارة، والي شرق دجلة، أمير الحرب، الوالي الفيلي، سردار أشرف، فتح السلطان (فاتح السلطنة)، وغيرها، والتي اكتسبها من خلال معاركه وأعماله الحربية وإنجازاته أو ورث بعضها من والده.
كان الوالي غلام رضا خان قادراً على تنظيم وجمع أكثر من 30000 مقاتل مسلح في المعارك وأيام الحرب.
يعتبر ذلك إنجازاً كبيراً آنذاك، ففي حين كان الشاه في طهران يخضع تحت قيادته 13000 عسكري فقط كان باستطاعة خان پشتكوه تحريك 30000 مسلح وقت الحاجة.
مما ساعد ببقاء لرستان لعدة سنوات أخرى بالرغم من سقوط الدولة القاجارية ونفي الشاه القاجاري الأخير أحمد ميرزا القاجاري عام 1923م، ثم خلع الشاه أحمد رسمياً عام 1925م، أما لرستان فقد سقطت نهائياً عام 1930م.

## بداية حكمه
في بداية حكم غلام رضا خان خلعت حكومة طهران حُكام مدن بروجرد وخرم آباد (التي فقدتها عائلة الولاة أيام الوالي محمد حسن خان وجده الوالي إسماعيل خان قبل قرن من الزمان تقريباً من فترة حكم غلام رضا خان)، ونصبت بدلاً عنهم الأمير (أبو الفتح ميرزا سالار الدولة)، الذي يكون الأبن الثالث لشاه الدولة القاجارية مظفر الدين شاه.
ولأجل تقوية مركزهما، تزوج الأمير (أبو الفتح ميرزا) من السيدة ملكة خانم (قدس الدولة) بنت الحاكم غلام رضا خان والي لورستان، فدخلت العائلتان الحاكمتان في علاقة مصاهرة، وولد فيما بعد للأمير أبو الفتح وملكة خانم أبن واحد بإسم (محمد رضا ميرزا قاجار).
سالار الدولة يكون أبن الشاه مظفر الدين قاجار، فبالتالي يكون من أمراء السلالة القاجارية التي حكمت إيران لعدة قرون.

## تمرد الأمير أمان اللَّه خان
عام 1903م، استغل الأمير أمان اللَّه خان أبن الوالي غلام رضا خان بعض القوات والعساكر، وقادها في محاولة انقلابية، لعزل والده الخان وتنصيب نفسه حاكماً على پشتكوه، فاحتل الأمير عدداً من المرافق والمناطق المهمة في العاصمة حسين آباد. أهم تلك المناطق كانت أحدى الجبال أو التلال المقابلة والمطلة مباشرةً على قصر الحكم الرسمي. بدأت قوات الأمير أمان اللَّه بضرب القصر من أعلى ذلك الجبل بالأسلحة النارية وكذلك فعلت قوات والده الحاكم غلام رضا خان حيث بدأت بتوجيه النيران إلى قوات الأمير دفاعاً عن القصر.
غادر الوالي غلام رضا خان العاصمة حسين آباد إلى مقاطعة إيوان اللرية الواقعة عن مقربة من مدينة حسين آباد بعد أن ساءت الأمور في العاصمة، واستعان بعامل مقاطعة إيوان المعين من قِبله محاولاً إسترجاع المناطق التي فقدها.
بعدها استعادت قوات الحاكم غلام رضا خان
السيطرة على جميع نواحي ومفاصل العاصمة بصعوبة بالغة، وكذلك ألقى الوالي القبض على جميع القوات المتمردة، بمن فيهم ولده قائد العصيان الأمير أمان اللَّه خان، وبذلك إنتهى التمرد.
عفا الحاكم غلام رضا خان عن أبنه المتمرد أمان اللَّه خان، وكذلك سامح كل العساكر والمؤيدين الذي شاركوا في هذا العصيان والتمرد.

## أهم أعماله العسكرية
فتح ترهان
في عام 1907م، حدث تمرد على الحكومة القاجارية في مقاطعة (تُرهان) قرب مدن خرم آباد وبروجرد بقيادة شخص اسمه (نظر علي خان)، الذي خرج مطالباً بالحكم لنفسه، في وقت كانت عاصمة بلاد فارس (طهران) ترزح تحت ثورات العساكر والأهالي على حدٍ سواء، لأنها كانت تشهد اضطرابات كبيرة للغاية آنذاك بين أعضاء المجلس النيابي المناصرين للدستور الجديد وأتباع الشاه المناصرين للحكم المطلق والذي اقتصرت سيطرته على العاصمة طهران بسبب تغلغل النفوذ الأجنبي في البلاد نتيجة منح الامتيازات من قبل الشاه للأجانب لسد العجز الحاصل في الخزانة التي فرغت تقريباً بسبب سفرات الشاهات القاجار إلى أوروبا واهتمامهم الكبير بثروتهم الشخصية.
لذلك طلب محمد علي شاه من الحاكم غلام رضا خان أن يتوجه إلى مناطق التمرد في مدينة ترهان بنفسه، وأن يقوم بالقضاء على المتمردين ويضم المناطق المحررة إلى إدارته.
وبالفعل توجه غلام رضا خان على رأس قواته ودخل مدينة تُرهان فاتحاً، وقام بمطاردة المتمردين، وتمكن منهم، حتى طردهم إلى الجبال الجرداء المجاورة، وضم كل المناطق التي حررها إلى إدارته.
المعارك مع السكونديين
في نفس العام وبعد فترة من معركة ترهان، شهدت مدينة دزفول جنوب بلاد اللر تمرداً آخر، حيث تمردت قبيلة (سکوند) وسيطرت على مدينة ديزفول والقرى والقصبات المجاورة لها.
فما كان من الوالي إلا أن قاد 2000 فرد من العساكر الفيلية واتجه جنوباً، ودون أن يتعجل الأمر، عسكر بجيشه على الضفة اليسرى لنهر الكرخة.
فلما علم السكونديون باقتراب الوالي منهم، تركوا المدينة طوعاً وغادروها إلى خوزستان (الأحواز)، فدخل الوالي غلام رضا خان المدينة دون إراقة أي دماء.
المعارك مع الأتراك
في العام التالي (1908م)، أرسل العثمانيون في موسم الحصاد جيشاً تسانده المدفعية إلى منطقة مهران الحدودية، بقصد الاستيلاء على المحاصيل الزراعية، لذلك أرسل الوالي غلام رضا خان من العاصمة حسين آباد عدداً من العساكر يساندهم بعض أبناء القبائل المسلحين تحت قيادة عمه الأمير (جواد خان بن حيدر خان) لصد القوات العثمانية.
وبالفعل التحم الطرفان في معركة ضارية استمرت عدة ساعات، إنتهت بهزيمة العثمانيين الذين هربوا إلى داخل حدود ولاية بغداد العثمانية وانتصار قوات والي لورستان.
بعدها قام الوالي غلام رضا خان بإصدار أمر عسكري موزعاً لعدد من المفارز العسكرية بين مناطق مهران وچنکوله ودهلران احتياطاً حتى لا تعيد القوات التركية الكرة مرة أخرى.

## بعضاً من إنجازاته المعمارية والمدنية
• بعد أن فتح الخان غلام رضا مدينة تُرهان والمناطق المجاورة لها، قام بتعمير جسر (گاويشان)، وذلك لضمان سهولة التنقل بين القرى والمدن.
• أمر الوالي غلام رضا خان بحفر قناة السردارية الشهيرة شرق لرستان، والمعروفة كذلك بأسم (مله بازان).
• عمر الوالي كذلك بعضاً من أقسام مدينة آسمان آباد، وكذلك عدداً من القرى والقصبات المجاورة.
• عمر الوالي أيضاً عدد من المساجد والمراقد التي ابدى اهتماماً خاصاً بها، حيث كان حريصاً على إقامة المناسبات الدينية.
• أستمر الوالي كذلك في تعمير ما بدأه والده من مرافق مدينة حسين آباد المختلفة، وكذلك بنى قصوراً أخرى، خصوصاً في لرستان العراق وتحديداً في مدن ونواحي زرباطية وجصان وبدرة، وذلك لقضاء موسم الشتاء في تلك المناطق التي تتميز بالحرارة المعتدلة أيام الشتاء.
لازالت بعض تلك القصور قائمة إلى اليوم، وأهمها قصر إيلام في إيران والذي تم تحويله إلى متحف اليوم، وقصر بدرة في العراق.

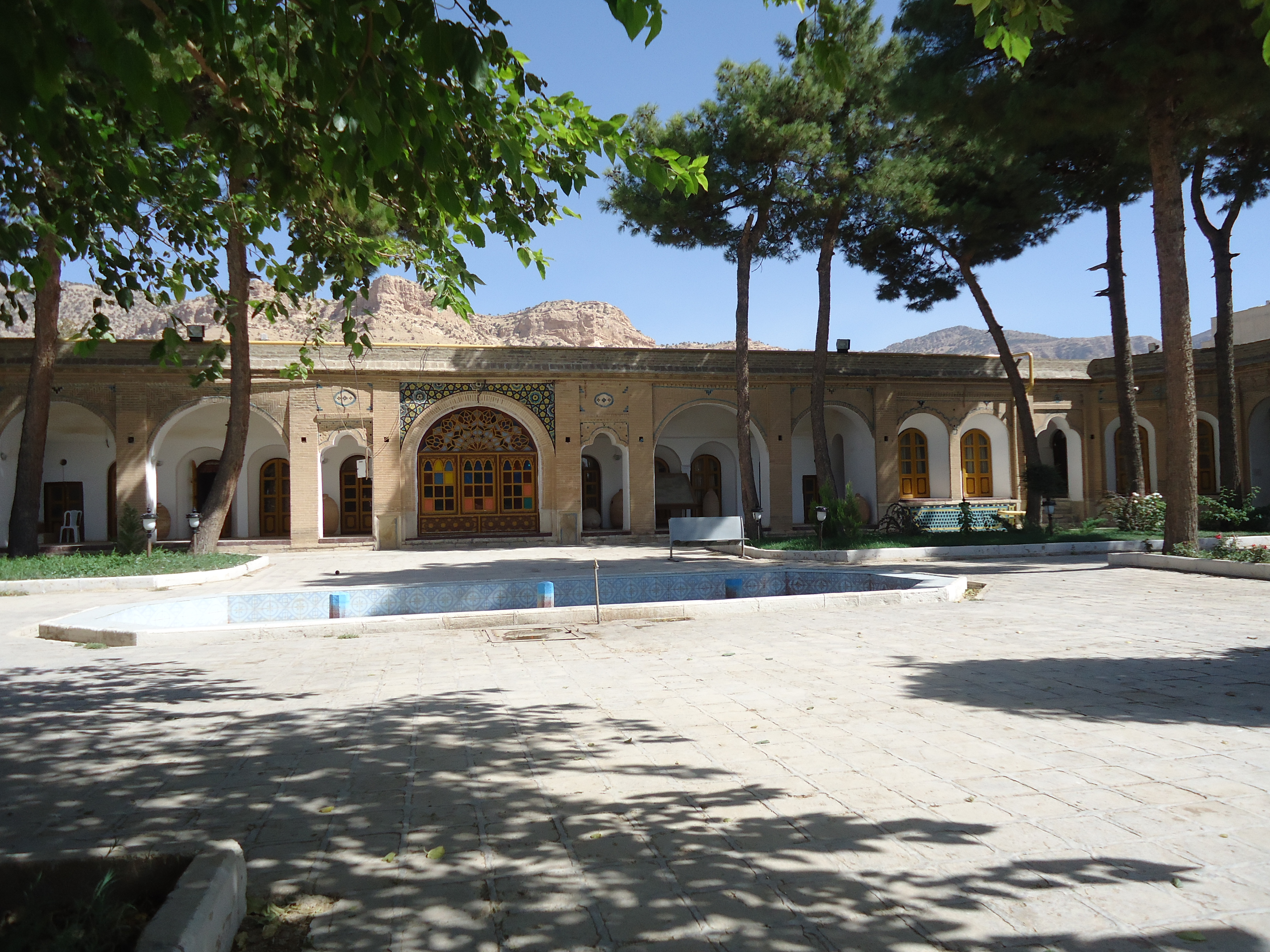
صورة حديثة لاحد مرافق قصر ايلام من الداخل.

## ضعف الدولة القاجارية وقيام المشروطية
الثورة الدستورية الفارسية أو الثورة الدستورية الإيرانية (الفارسية: مشروطيت، الترجمة الحرفية: مشروطيت أو إنقلاب مشروطة، وتُعرَف أيضاً بأنها ثورة إيران الدستورية) حدثت بين عامي 1905 و1907م. وأدت الثورة إلى إقامة الحكم البرلماني في فارس وتقليل سلطة الشاه المطلقة.
حيث أنه في أواخر أيام الشاه ناصر الدين القاجاري قامت عدة ثورات لتحويل نظام الحكم من الأسلوب المطلق إلى الأسلوب البرلماني، وخلال تلك الأحداث، تم إغتيال الشاه ناصر الدين ونُصِب خلفاً له أبنه الشاه مظفر الدين قاجار (1896م-1907م).
وكانت إيران في عهده تتجه من سيء إلى أسوأ ورغم ذلك تمكن حاكم لرستان غلام رضا خان من تطوير أوضاع بلاد اللر والمحافظة عليها، وذلك لأنه كان يتمتع بشيء من الإستقلال عن حكومة طهران عسكرياً وإدارياً واقتصادياً ورغم ذلك فهو لم يعلن استقلاله المطلق وفاءً حتى سقوط آخر شاه من سلالة القاجار عام 1923م.
في عصر مظفر الدين ظهر مجلس النواب الإيراني، وكما زاد الأمر سوءً بقيام عدد من التمردات بالعاصمة طهران وإنتشار السلب والنهب وانعدام الأمان والاستقرار حتى في العاصمة طهران نفسها.
وأخيراً تم إعلان الدستور الجديد في أغسطس سنة 1324هـ/1906م، وتكون أول برلمان وطني إيراني ودونت القوانين الأساسية، ووقعها الشاه في الرابع عشر من ذي القعدة من نفس العام، وبدأ سريعاً في ممارسة مهامه بجدية، بمعالجة الكثير من المشاكل التى عرضت عليه.
توفي الشاه مظفر الدين بعدها بخمسة أيام في يناير سنة 1907م/1324هـ.

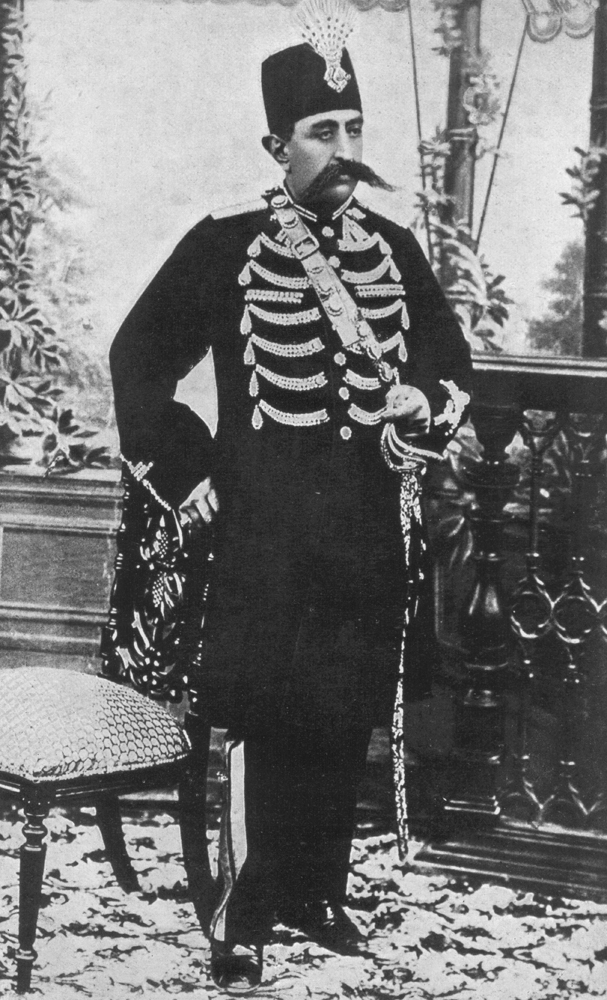
مظفر الدين شاه قاجار، شاه إيران (1896م-1907م)

خلف مظفر الدين بالحكم أبنه محمد علي شاه (1907م-1909م) والذي ساءت الأوضاع في فترة حكمه القصيرة لدرجة أن فترة حكمه كانت عبارة عن فترة ركود اقتصادي واضطرابات كبيرة.
ما كان من الشاه الجديد المدعوم من روسيا القيصرية إلا أن ألغى المجلس النيابي باعضائه، والذين حاولوا بجد استرجاع المجلس وبشتى الوسائل. ووصل الأمر أنهم استعانوا برجال الدين واستغلوهم فأُصدِرت فتوى في يناير سنة 1909م تقضي بإعلان الجهاد من أجل الدستور والمجلس، وطالبوا بحماية أعراض وأموال المسلمين، وحرموا دفع الضرائب إلى عمال الحكومة، واتهموا كل من لايعمل بنص الفتوى بأنه يحارب الله ورسوله.
وهكذا أشعلت فتوى رجال الدين الثورة في العديد من المدن الإيرانية من تبريز وگيلان وأصفهان حتى طهران، مما جعل كل من روسيا وبريطانيا تتخوفان على رعاياهم ومصالحهم في إيران، فضغطا على محمد علي شاه لإعادة المجلس النيابي، فأضطر الشاه إلى إعلان عودة الحياة النيابية مرة أخرى في أبريل سنة 1909م، ولكن الجماهير لم تهدأ وظلت على ثورتها وتوافدت على طهران القوات المتطوعة الثائرة والتحمت بقوات الشاه في معركة دامية، إنتهت بهزيمة قوات الشاه في 16/يونيو من نفس العام، فأضطر محمد علي شاه إلى الهروب للسفارة الروسية، مما أكد خيانته أمام شعبه.

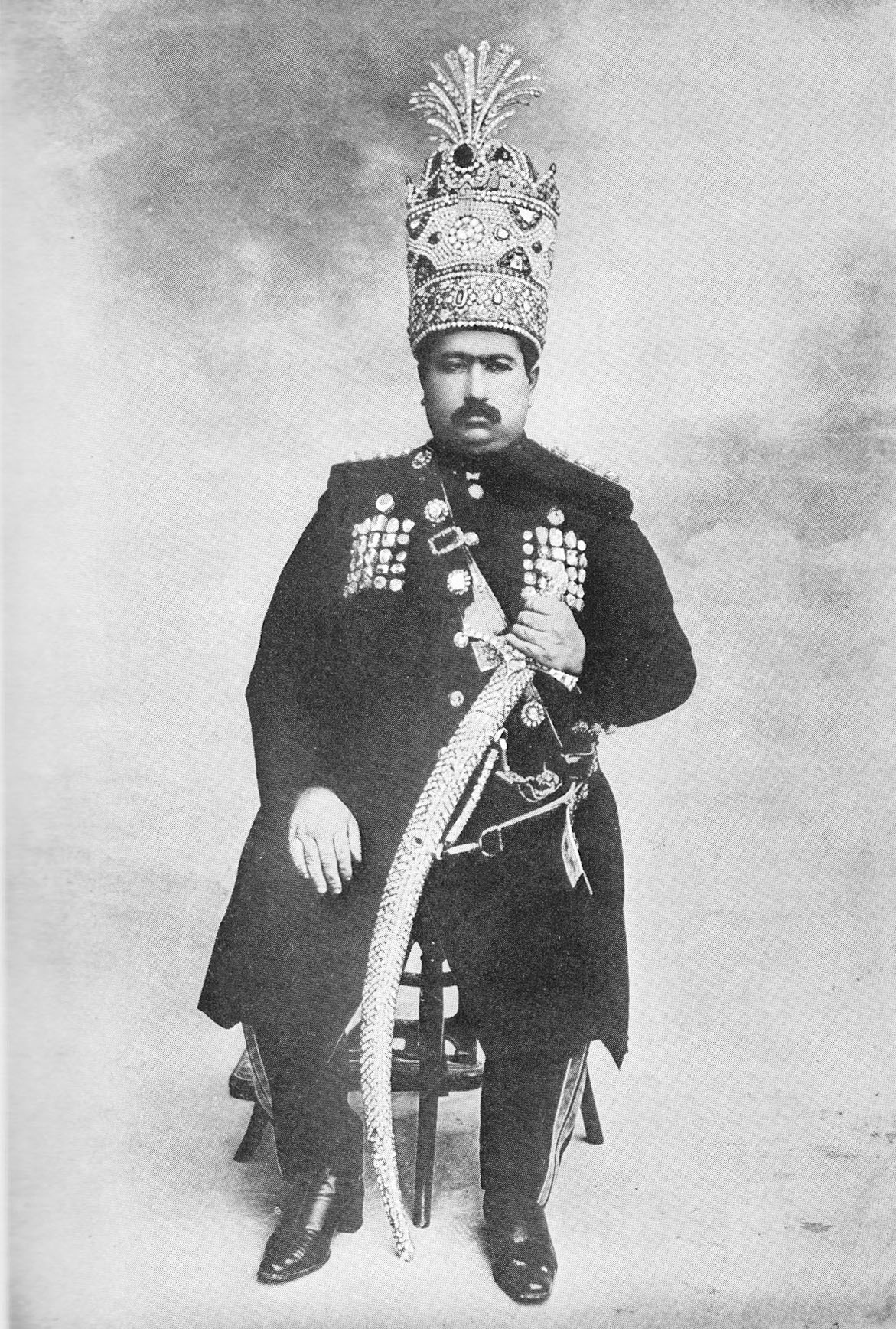
محمد علي شاه قاجار، شاه إيران (1907م-1909م)

اجتمعت القوات الوطنية المنتصرة وقررت عزل الشاه، وتولية أبنه الصغير أحمد ميرزا القاجاري الذى كان في الثانية عشرة من عمره على عرش إيران خلفاً له، وتكليف «عضد الدولة» رئيس الوزراء بإدارة شؤون الحكم كنائب للشاه الجديد، وعقدت القيادات الوطنية إتفاقاً مع كل من روسيا وبريطانيا في سبتمبر من نفس العام (1909م) يقضي بتحديد مرتب للشاه المخلوع في منفاه بروسيا، وألزموه بعدم التعرض عسكرياً إلى إيران أو محاولة استعادة الحكم مرة أخرى.
في خضم كل تلك الأحداث كان خان اللر ووالي پشتكوه غلام رضا خان إلى جانب صهره سالار الدولة، أي إلى جانب الجبهة المعادية للدستوريين والبرلمانيين والمساندة لنظام الشاه القاجاري، إلا أنه بسبب بُعد لرستان عن الأحداث وشبه استقلالها بحكم الأمر الواقع جعلها غير متأثرة كثيراً بإستثناء حركة علي قلي خان (سردار أسعد) الذي أنطلق من بختيار حتى طهران خلال أحداث الثورة، ولم تتأثر لرستان بشكل كبير إلا بضعف القاجار أواخر أيامهم وسقوطهم على أثر انقلاب بهلوي، أحد رجال حكومة القاجار السابقين والذي أسقط لرستان نهائياً عام 1930م.

## الحرب العالمية الأولى
قامت الحرب العالمية الأولى عام 1914م، فتأثرت العديد من البلدان حول العالم بهذه الحرب، وبالرغم من ذلك، فإن إيران لم تشارك فعلياً بتلك الحرب، لأن حالة إيران العسكرية والاقتصادية كانت متردية جداً، حيث كانت بلاد فارس ترزح تحت النفوذ الأجنبي، ما عدا الفقر المدقع الذي أصاب الشعب جراء الديون الهائلة المترتبة على إيران بسبب استدانة العائلة القاجارية لمبالغ طائلة جداً واهتمام شاهاتها بتعمير القصور والسفرات إلى قارة أوروبا فقط.
ففي حين كان باستطاعة ولاة الأقاليم ذات الحكم الذاتي قيادة عشرات الآلاف من العساكر، كان جيش الشاه يتكون من أقل من 14000 عسكري فقط.
ورغم ذلك فإن لرستان تأثرت بإحداث الحرب العالمية الأولى، فبالرغم من أن الوالي لم يدخل الحرب مباشرةً، فإنه ومع رعاياه اللر كانوا يميلون إلى جهة المسلمين العرب والأتراك ضد الإنكليز وحلفائهم (رغم العداوة مع الأتراك سابقاً)، وهذا الأمر كان ظاهراً من أيام جد الوالي غلام رضا خان (الوالي حيدر خان) الذي التحمت عساكره مع عساكر الإنكليز عام 1857م في المحمرة، وكذلك عدم سماح الوالي غلام رضا خان بمرور الإنكليز عام 1915م تقريباً من أراضيه لاحتلال مدينة الكوت المجاورة مقابل عدد من الامتيازات.
إضافة إلى مساندة الفيليين للعرب أيام ثورة العشرين في مدن لرستان العراق.
اما دولياً، فقد أرسلت الدولة العثمانية للوالي غلام رضا ما يقارب من ألفي بندقية إضافة إلى مدفعين، إضافة إلى مبلغ قدره 600000 ليرة عثمانية.
الألمان بدورهم أرسلوا لحكومة الوالي عدة جعبات من الليرة العثمانية.
بالطبع كل تلك الخطوات هي محاولة لضم الوالي غلام رضا خان إلى جانب دول المحور ضد دول الحلفاء للاستفادة من قواته التي تتمركز في منطقة حساسة في الشرق الأوسط.

## تداعي النظام القاجاري وتشكل حلف السعادة
بدأ القاجار في عهد الشاه الأخير منهم أحمد شاه قاجار بالتداعي، وفقد الشاه ما تبقى من سلطاته في العاصمة، لدرجة أن قائد فرقة القوزاق (رضا بهلوي) قام بانقلاب داخلي وعين نفسه رئيساً لوزراء الدولة القاجارية، رغماً عن الشاه ونظامه.
في تلك الأثناء فهم الوالي غلام رضا خان أن القاجار سيسقطون عاجلاً، وبالفعل سقط الشاه الأخير أحمد ميرزا وتم نفيه إلى أوروبا، فاتجه الوالي غلام رضا خان إلى التحالف مع جيرانه وأصدقائه القدماء (الكعبيين)، فدخل في حلف مع والي الاحواز و شيخ بني كعب «الشيخ خزعل الكعبي»، عرف ذلك الحلف بـ(حلف السعادة).
وكان هذا الحلف يهدف لمناهضة اعتداءات الشاه (رضا بهلوي)، حيث يقول الدكتور إبراهيم خلف العبيدي بهذا الشأن ما هو نصه:-
"عند ذلك اتصل الشيخ خزعل بزعيم البختيارية، ووالي پشتكو، وأمير لرستان. وشكلوا حلفاً باسم (حلف السعادة) لمناهضة رضا خان واعتداءاته على المنطقة وانتُخب الشيخ خزعل رئيساً لذلك الحلف الذي أصبح مركزه عربستان" إنتهى.
وبمرور الزمن انضم إلى الحلف العديد من امراء وحكام المنطقة حتى الذين كانوا خاضعين للدولة العثمانية التي سقطت هي الأخرى في تلك الأثناء ولم يتبقَ تحت سلطتهم أية أراضي فعلية وأصبح السلطان العثماني تحت الإقامة الجبرية وحكمه حكم صوري فقط.

## ترشيحه لتولي عرش مملكة العراق
على اثر مؤتمر القاهرة الخاص بالشأن العراقي والمنعقد في 12 آذار 1921م وبحضور وزير المستعمرات البريطاني ونستون تشرشل وبرسي كوكس المعتمد السامي، الجنرال (هولدن) قائد القوات البريطانية في العراق وجعفر العسكري وزير الدفاع في الحكومة العراقية المؤقتة، وساسون حسقيل وزير المالية، وبعض مستشاريّ الوزراء في الحكومة العراقية المؤقتة وهم بريطانيون وكذلك مس بيل السكرتيرة الشرقية لدار الاعتماد البريطانية.
تم اختيار فيصل الأول لعرش العراق من بين عدة مرشحين هم:
1-عبد الرحمن الكيلاني النقيب، وهو نقيب أشراف بغداد ورئيس الحكومة المؤقتة.
2-طالب النقيب، وهو أبن نقيب البصرة ووزير الداخلية في الحكومة المؤقتة.
3-عبد الهادي العمري، رئيس الأسرة العمرية المشهورة في الموصل.
4- محمد برهان الدين أفندي، نجل السلطان العثماني عبد الحميد الثاني.
5- آغا خان الثاني، زعيم الطائفة الإسماعيلية في الهند.
6- الشيخ خزعل الكعبي، أمير المحمرة.
7- الوالي غلام رضا خان، حاكم پشتكوه.
8- عبدالعزيز آل سعود أو أحد انجاله.
حيث رشح غلام رضا خان لاستلام عرش العراق الملكي عام 1920م، أي قبل سقوط حكمه بتسع سنوات، أي أن الوالي كان يمارس كل سلطاته في لرستان، ومن المحتمل أنه كان ينوي ضم لرستان إلى الأراضي العراقية في حال تتويجه ملكاً على العراق
كما كان للشيخ خزعل الكعبي نفس الهدف، حيث أراد أن يضم الأحواز إلى العراق في حال وقع الاختيار عليه.

## موقفه مع السير الإنكليزي ويلسون
بعد انتهاء الحرب العالمية الأولى (1914م-1918م)، وسقوط الدولة العثمانية في أراضي الهلال الخصيب (بلاد الرافدين وبلاد الشام)، برزت مشكلة تثبيت الحدود بين العراق وإيران التي تقع بينهما بلاد اللر، لذلك تألفت عدد من الهيئات واللجان لترسيم الحدود، ومن بينها لجنة تثبيت الحدود الشرقية للعراق والحدود الغربية لإيران، والتي أرُسِلت للتفاوض مع حاكم (لرستان) التي كانت تشكل معظم أراضي شرق ضفاف نهر دجلة ومعظم أراضي إيران الغربية (المتصلة بعراق العجم سابقاً).
لذلك رافقت الوالي غلام رضا خان هذه اللجنة والتي كانت مؤلفة من كل من (عزت بيك/ممثل تركيا)، (إطلاع المُلك/ممثل الدولة القاجارية)، (پروفسكي/ممثل روسيا) و(السير ويلسون/ممثل بريطانيا) .
ذُكِر أن مندوب بريطانيا بدأ بتعيين الحدود في منطقة قريبة من الكوت في محافظة واسط العراقية، اعترضه الوالي غلام رضا خان لأن بعض الأراضي كانت من املاكه الخاصة، وأقترح على الهيئة أن يكون آخر موطئ قدم له هو المكان الصحيح لتثبيت الحدود، فرفض ويلسون أقتراحه بغضبٍ وقال:
"بأسمي وبأعتباري حكماً أُمثل حكومة بريطانيا العظمى أرفض ذلك ولا أوقع على هذا القرار".
فلم يجبه الوالي غلام رضا خان، بل أمر أتباعه بحفر حفرة مناسبة، ولما استفسر الحاضرون منه عن سبب الحفر، اجابهم الوالي بكل جدية وغضب قائلاً:
"أرُيد أنَ أدفن مُمثل برِيطانيا فيها حياً لكِي لايتطاولَ بلِسانهُ مرة أخُرى ولايتجاوز بفضولِه على المِنطقة وليكون قبرهُ علامة ممُيزة وواضحة في تثبيت الحدود بَين الدولتين الجارتين".
فصفق الممثلان الإيراني والتركي وقد حملا تهديده محمل الجد، وأصبحا يشفعان للمندوب البريطاني عند الوالي، وكان الوالي ينظر لهما بغضب، إلى أن تراجع الوالي عن قراره وتظاهر بالرضا والعدول عما نواه.
هذا الموقف وغيره من المواقف التي صدرت عن ولاة لرستان ضد الإنكليز، جعلت الإنكليز يفكرون جدياً بالتخلص من حكومة ولاة لرستان التي ستشكل عائقا أمام طموحاتهم مستقبلاً، هذا ما عدا ثورة الفيليين في لرستان العراق مع العرب في ثورة العشرين عام 1920م.

## قيام الدولة البهلوية
عام 1923م قام القائد القاجاري رضا بهلوي بانقلاب على حكومة الشاه القاجاري الأخير أحمد ميرزا الذي كان سلطته أصلاً شبه معدومة على البلاد.
حيث عين رضا بهلوي نفسه رئيس الوزراء، وقام بنفي الشاه أحمد إلى أوروبا، وبذلك فقد الشاه كل سلطاته تماماً ولم يبق من حكمه إلا الإسم فقط، وفي عام 1925م تم خلع أحمد ميرزا القاجاري رسمياً عن الحكم، وأعلن رضا بهلوي نفسه شاهاً على كل بلاد فارس.
هذه الأحداث من سقوط القاجار والعثمانيين وقيام دول جديدة في المنطقة كان له أثره البليغ في بلاد اللر التي هي بدورها شهدت عدة أحداثا على أثر تلك التغييرات.

## غلام رضا خان والشاه الجديد
كان الشاه الجديد رضا بهلوي يرغب أن يُكون دولة موحدة من دون أي منافس، على عكس الحكومة القاجارية التي كانت عبارة عن دولة لامركزية تتكون من عدد من الولايات والأقاليم التي قد تكون خاضعة مباشرةً للشاه، أو أن تكون ذات حكم وراثي شبه مستقل.
لكن الشاه رضا بهلوي أراد أن يؤسس دولة تابعة له فقط دون غيره، إضافة إلى أن حلفائه الإنكليز المتواجدين في إيران أرادوا أن يمحوا كل الدول الأخرى التي أصبحت لا تتوافق مع نظامهم الحديث أو تلك التي قامت بقتالهم أيام الحرب العالمية الأولى.
فتحرك بهلوي لتحقيق ذلك، وبدأ بإسقاط نظام الولاة البستك الذين ينحدرون من إحدى القبائل العباسية والتي حكمت منطقة البستك جنوب بلاد فارس.
كان الشاه الجديد على معرفة بقوة الوالي التي كانت تفوق قوة الحكومة السابقة، فلم يرِد الاستعجال بموضوع القضاء على حكومة الولاة حتى لا يقضي بها على نفسه، فاستخدم الحيلة في بادئ الأمر، حيث أرسل كتابا إلى خان لرستان يعرض عليه السلام والاعتراف بحكمه على بلاد اللر مقابل أن يكون حكمه تابعا لحكومته (حكومة الشاه)، فأرسل له الوالي رداً بقبول الأمر مبدئياً.
في تلك الأثناء وفي عام 1925م أعلن بهلوي مدعوماً بالإنكليز الذي كان يرومون السيطرة على المحمرة منذ قرن من الزمان الحرب على الولاية الكعبية، والتي إنتهت بقصف واحتلال الأحواز بما فيها العاصمة، وأسر الشيخ خزعل مع أبن عمه الشيخ موسى الذي كان حاكم عبادان آنذاك وأبنه الشيخ عبد الحميد، وقد تمكن الشيخ موسى من الهرب بعد ما رمى نفسه من اليخت، وأما الباقون فقد اسروا عام 1925م، واستشهد الشيخ خزعل عام 1937م، بعد ما قُتِل داخل قصره في طهران، حيث أن الأمير خزعل كان محتجزاً فيه طيلة الفترة التي تلت سقوط حكومته، ودُفِن في طهران ولم تقبل الدولة الإيرانية تسليم جثته في وقتها، حيث بقي مدفونا في طهران لمدة عشر سنوات، وفي عام 1947م، تم نقل جثمان الأمير خزعل إلى العراق ودُفِن في النجف.
واصل رضا بهلوي إرسال الرسائل إلى الوالي، وتبادل الوالي والشاه الرسائل التي كانت تبتدئ بالآيات القرآنية والتهليلات والعبارات الإسلامية، حيث تعهد الشاه من خلالها بأن لا يقوم بخطوات معادية للوالي وحكومته ما دام الوالي ملتزما بالشرط الرئيسي الذي كان ينص على أن لرستان منطقة منزوعة السلاح.
كان الشاه من خلال جعل لرستان منطقة منزوعة من السلاح، يريد أن يجعل السيطرة عليها أسهل من ذي قبل، وبأسرع وقت ممكن وبأقل الأضرار.

## سقوط لرستان وخلع الخان الأخير
اتجه الشاه للسيطرة على لرستان رغم المعاهدات والاتفاقات بينه وبين حكومة الولاة، فاتجه جيش الشاه لبلاد اللر مدعوماً بالإنكليز لاحتلالها وإسقاط نظام الوالي، وبالطبع لم يصمد جيش الوالي المتسلح بالبنادق التقليدية أمام جيش الشاه المدجج بالدبابات والطائرات الحربية البريطانية، هذا ما عدا أن جيش الوالي كان تسليحه بسيطا بسبب اتفاق نزع السلاح مقابل الاعتراف ببلاد اللر، فتقهقرت قوات الوالي منهزمة.
غادر الوالي غلام رضا خان قصره والعاصمة حسين آباد وپشتكوه نهائياً مع كل أفراد العائلة الحاكمة والحاشية وقادة جيشه إلى ما تبقى من أراضيه في شرق العراق، إضافة إلى أنه اصطحب عددا كبيرا من العائلات اللرية الهاربة من الحرب، والتي قُدِر عددها بـ1000 عائلة.
منح ملك العراق (الملك فيصل الأول بن الشريف حسين) عام 1929م حق اللجوء السياسي للوالي وحاشيته، بمن فيهم الألف عائلة المرافقة لحاشية الخان. دخلت قوات الشاه مع بعض الفرق البريطانية إلى العاصمة الفيلية حسين آباد، مما مثل أول دخول لقوات نظامية غير قوات الولاة الفيليين منذ مئات السنين، وتم ضم كافة أراضي لرستان لحكومة الشاه الجديد وبذلك إنتهت حكومة خانات لرستان.

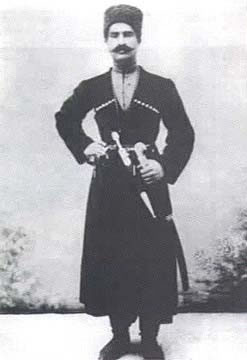
رضا بهلوي عام 1917م، عندما كان قائداً على فرقة القوزاق أيام الدولة القاجارية.

## حياته في المنفى ووفاته
بعد سقوط حكومة الولاة، سكن الوالي مع مرافقيه عدة شهور في أراضيه المتبقية أقصى شرق العراق، والتي كان يملكها بشكل خاص وشخصي.
في تلك الأثناء، أعلن يد الله خان نفسه والياً على پشتكوه من المنفى، وشَكل عددا من القوات من حلفائه اللر والعرب، إلا أن محاولته فشلت بعد عدة شهور بسبب الدعم البريطاني القوي لقوات بهلوي، لذلك انسحب الوالي يد الله خان وقام بإلغاء حكومته وحَل جميع قواته والتحق بوالده بالمنفى، وبذلك انتهى عهد عائلة ولاة لرستان بعد حكم دام ما يقارب 341 عام و 797 عام إذا تم احتساب العائلة بطوريها (عائلة الاتابكة ثم عائلة الولاة).
بعد ذلك بفترة باع الوالي المعزول غلام رضا كل أراضيه واملاكه المتبقية أقصى شرق العراق، واشترى عددا من القصور و المنازل في العاصمة بغداد له ولعائلته.
بعد عدة أعوام صدر عفو من حكومة بهلوي، وتم السماح للوالي بالإقامة في ايلام (پشتكوه)، وبالفعل صدر عفو من حكومة طهران للوالي و قادته، فدخل أحد قادة حكومة الوالي السابقين إلى ايلام، فقامت حكومة بهلوي بإعدامه، ما عدا أنها أعدمت الكثير من القادة الذين بقوا في مواقعهم في لرستان عام 1930م، فتراجع غلام رضا عن فكرة العودة إلى لرستان نهائياً، وظل مقيما في العاصمة العراقية بغداد حتى وافته المنية عام 1937م، وتم دفنه إلى جانب أجداده في مقبرة وادي السلام في مدينة النجف العراقية.